# Дискреція

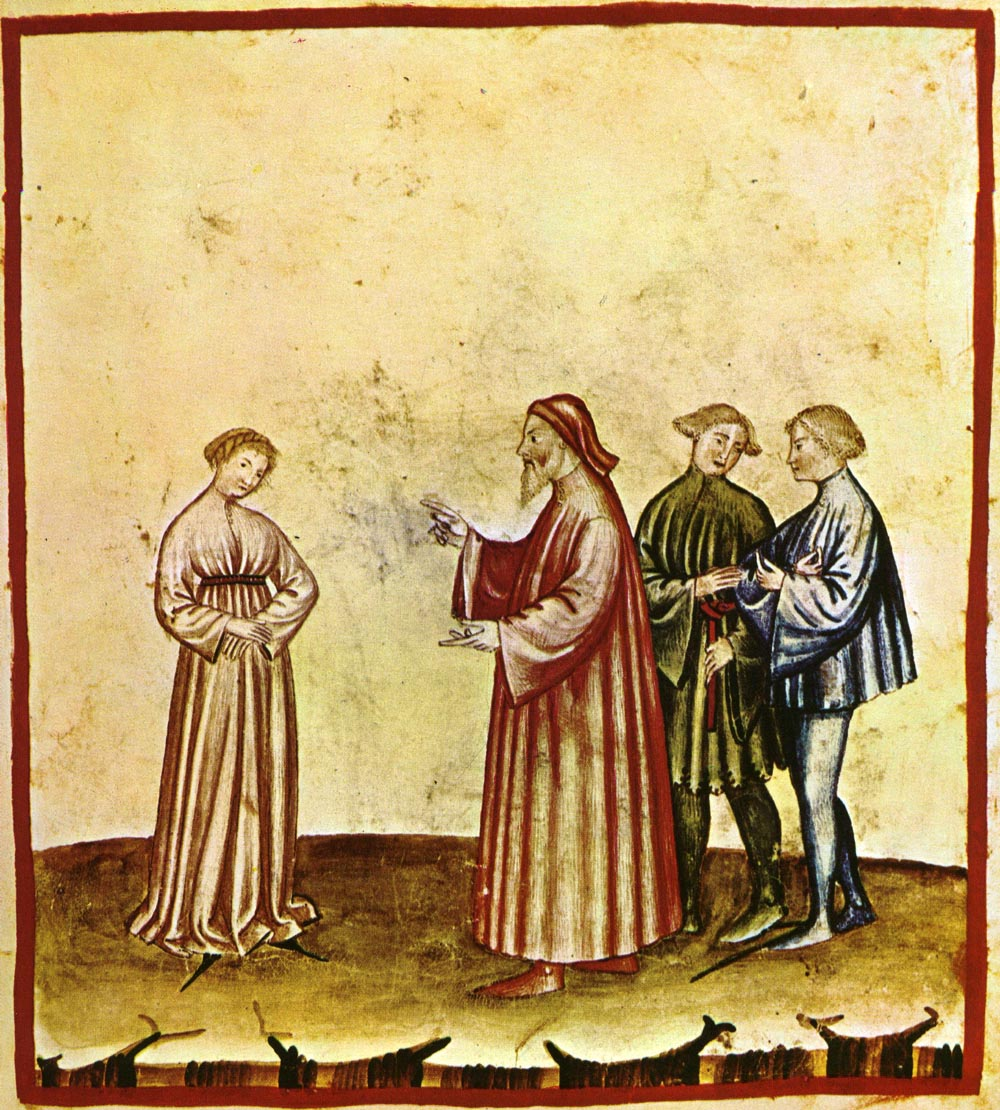
Дискреція, Tacuinum Sanitatis casanatensis (XIV secolo)

Дискреція (от лат. discretus — роздільний, перервний, протиставляється неперервному) — право та можливість вирішення посадовою особою або державним органом питання на власний розсуд в порядку та межах, встановлених законодавством.  
Під дискреційними повноваженнями розуміємо сукупність прав та обов'язків суб'єкта на власний розсуд визначати повністю або частково вид і зміст управлінського рішення, можливість вибору на власний розсуд одного з декількох варіантів рішень, кожне з яких є правомірним. 
Дискреція не є довільною; вона завжди здійснюється відповідно до закону (права), оскільки згідно з ч. 2 ст. 19 Конституції України «органи державної влади та органи місцевого самоврядування, їх посадові особи зобов’язані діяти лише на підставі, в межах повноважень та у спосіб, що передбачені Конституцією та законами України».. 